# Gran Premio di Castrocaro Terme 1970
Il Gran Premio di Castrocaro Terme 1970, undicesima edizione della corsa, si svolse il 14 giugno 1970 su un percorso di 77,52 km disputati a cronometro. La vittoria fu appannaggio del danese Ole Ritter, che completò il percorso in 2h00'41", precedendo lo svedese Gösta Pettersson e l'italiano Italo Zilioli.

## Ordine d'arrivo (Top 10)
| Pos. | Corridore           | Squadra          | Tempo    |
| ---- | ------------------- | ---------------- | -------- |
| 1    | Ole Ritter          | Germanvox-Wega   | 2h00'41" |
| 2    | Gösta Pettersson    | Ferretti         | a 2'17"  |
| 3    | Italo Zilioli       | Faemino-Faema    | a 2'39"  |
| 4    | Mauro Simonetti     | Ferretti         | a 3'43"  |
| 5    | Giuseppe Rosolen    | Filotex          | a 5'09"  |
| 6    | Herman Van Springel | Dr. Mann-Grundig | a 6'33"  |
| 7    | Giancarlo Polidori  | Scic             | a 7'06"  |
| 8    | Renato Laghi        | Sagit            | a 7'49"  |
| 9    | Davide Boifava      | Molteni          | a 8'03"  |
| 10   | Patrick Sercu       | Dreher           | a 11'26" |